# پل تاریخی کوار
پل تاریخی کوار مربوط به دوران‌های تاریخی پس از اسلام است و در شیراز، ابتدای ورودی کوار به فیروز آباد، جنب پل جدید واقع شده و این اثر در تاریخ ۸ مرداد ۱۳۸۱ با شمارهٔ ثبت ۶۰۳۴ به‌عنوان یکی از آثار ملی ایران به ثبت رسیده است.